# Julija Sergejewna Peressild

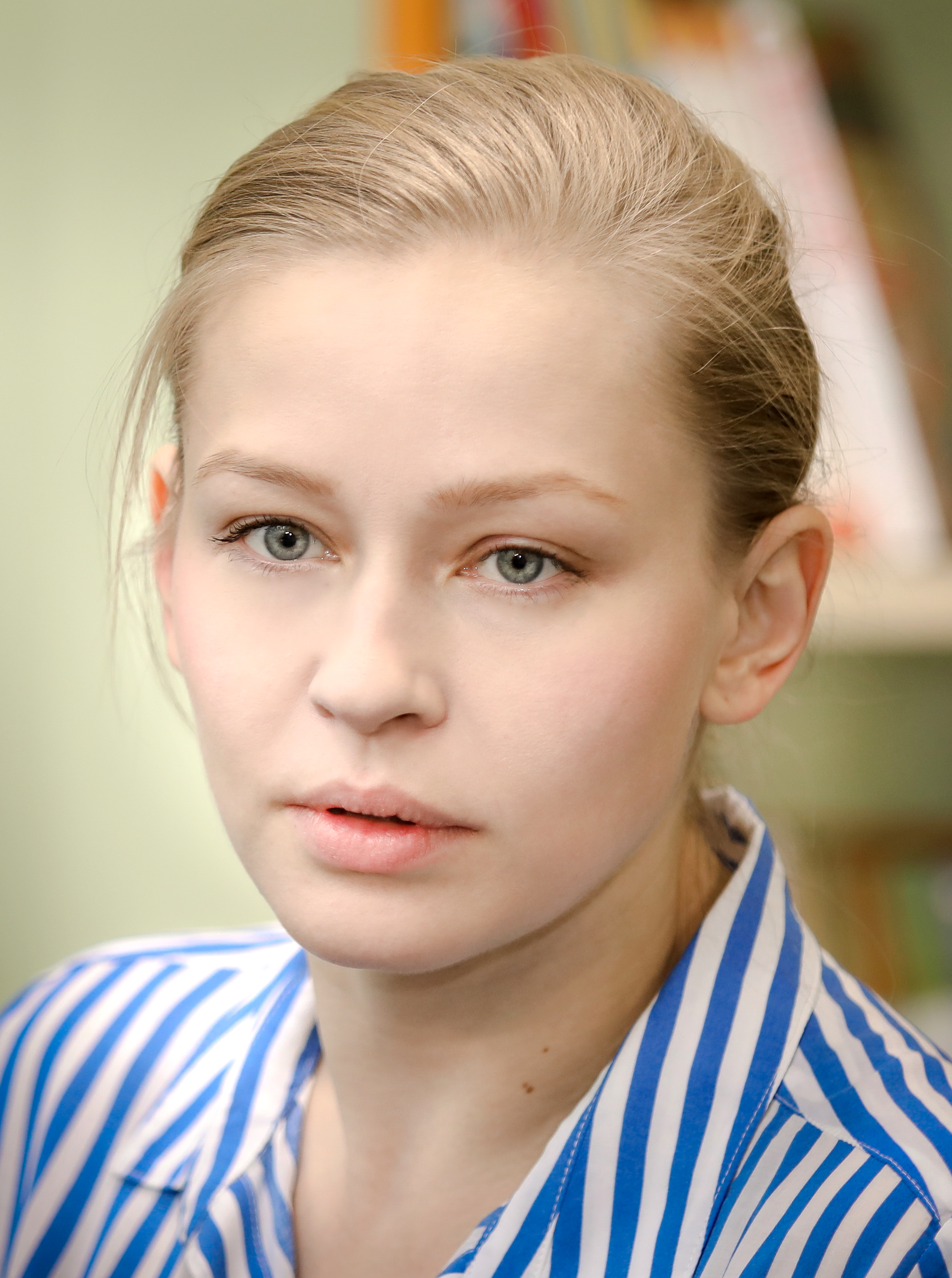
Julija Peressild (2017)

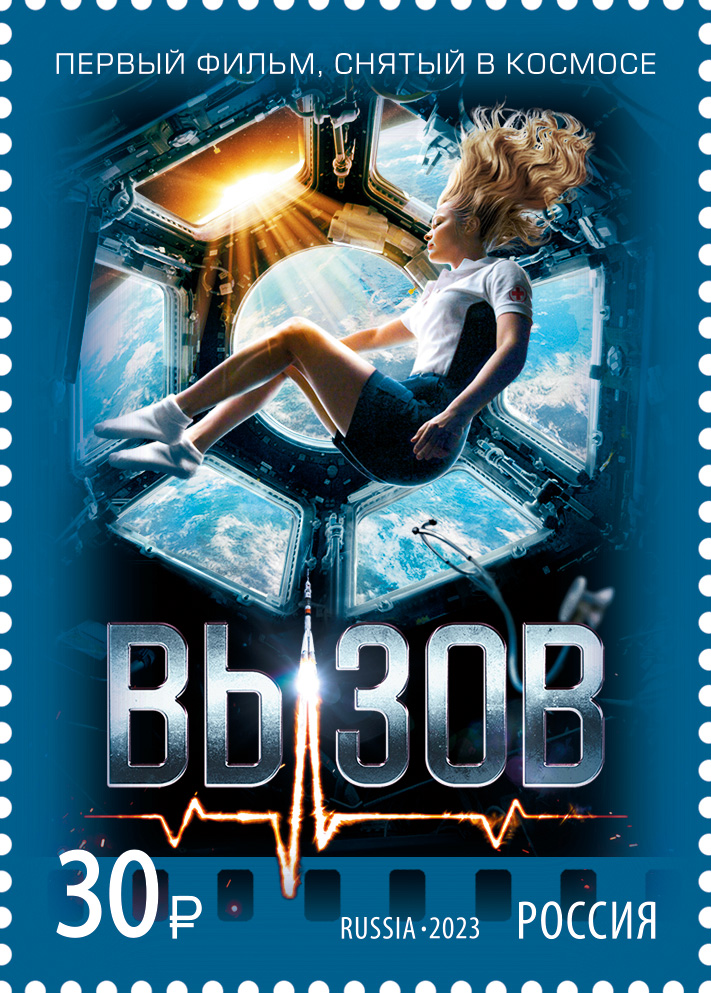
Julija Peressild im Film Wysow auf einer russischen Briefmarke (2023)

Julija Sergejewna Peressild (russisch Юлия Сергеевна Пересильд; * 5. September 1984 in Pskow) ist eine russische Schauspielerin. Sie hat seit 2003 in etwa 30 Filmen als Darstellerin mitgewirkt. 

## Leben
Im Jahre 2002 wurde Julija Peressild an der Russischen Akademie für Theaterkunst aufgenommen und von Oleg Kudrjaschow ausgebildet.
Sie wurde bekannt durch Alexei Utschitels Filmdrama Edge of War – Zug des Todes (2010). Obwohl der Film vom breiten Publikum schlecht aufgenommen wurde, bekam er positive Kritiken, und die Schauspielerin wurde mit zwei russischen Filmpreisen (Der Weiße Elefant und Der Goldene Adler) als beste Nebendarstellerin ausgezeichnet.
Andere wichtige Karriereschritte waren ihre Hauptrollen im Drama Alice für immer (2008), in der Komödie Santa  Lucia (2012) und im Fantasythriller Sonnentau (2012).
Im März 2013 erhielt Peressild den Preis des russischen Präsidenten für junge Künstler.
Im Mai 2021 wurde sie aus 3000 Bewerbungen ausgewählt, mit dem Regisseur Klim Schipenko zur Raumstation ISS zu fliegen, um dort für den Kinospielfilm Wysow zu drehen. Mit Sojus MS-19 flog sie im Oktober 2021 zur ISS; ehe sie noch im selben Monat, nach knapp zwei Wochen auf der ISS mit dem Flug Sojus MS-18 zur Erde zurückkehrte.

## Filmografie (Auswahl)
- 2006: Die Braut (Невеста)
- 2008: Alice für immer (Алиса навсегда)
- 2010: Edge of War – Zug des Todes (Край)
- 2012: Sonnentau (Зоннентау)
- 2012: Santa Lucia (Санта Лючия)
- 2015: Red Sniper – Die Todesschützin (Битва за Севастополь)
- 2018: Weltengänger (Чернови́к)
- 2023: Wysow (Вызов)